# Ondřej Lingr
Ondřej Lingr (* 7. října 1998 Havířov) je český profesionální fotbalista, který hraje na pozici ofenzivního záložníka či útočníka za  klub z USA Houston Dynamo FC a za český národní tým.

## Klubová kariéra

### MFK Karviná
Lingr začal svou kariéru v klubu MFK Karviná. Do nejvyšší soutěže naskočil poprvé 12. května 2017 v osmnácti letech, a to při remíze 1:1 se Spartou Praha.
Od podzimu 2018 nastupoval stabilně v základní sestavě Karviné. V ročníku 2019/20 vstřelil sedm branek a stal se součástí přestupových spekulací. Celkem za Karvinou během čtyř sezon odehrál osmdesát zápasů, ve kterých stihl vsítit dvanáct gólů. 

### Slavia Praha

#### Sezóna 2020/21
V roce 2020 ho koupila pražská Slavia a v Edenu podepsal smlouvu do léta 2024. První zápas ve dresu Slavie Praha odehrál 23. srpna proti Dynamu České Budějovice, který Slavia vyhrála 6:0, Lingr do hry naskočil jako střídající hráč. 26. listopadu otevřel skóre zápasu základní skupiny Evropské ligy proti OGC Nice a pomohl k výhře 3:1. Svůj první ligový gól za Slavii vstřelil v utkání proti Spartě 6. prosince 2020, kdy Slavia zvítězila 3:0. Ve své první sezóně v klubu odehrál 44 soutěžních utkání, v nichž vstřelil 8 branek, a pomohl Slavii k zisku double (zisk ligového titulu a vítězství v poháru).

#### Sezóna 2021/22
Lingr získal v březnu 2022 ocenění pro nejlepšího hráče měsíce ve fotbalové lize. Lingr vstřelil na začátku měsíce vítěznou branku v derby se Spartou (2:0) a později pomohl rozhodující trefou také k výhře nad Českými Budějovicemi (1:0). Za sezonu 2021/2022 vsítil Lingr dohromady 14 ligových gólů, čímž se zařadil na čtvrté místo v tabulce střelců Fortuna:ligy.

#### Sezóna 2022/23
V sezóně 2022/23 patřil Lingr ke klíčovým hráčům Slavie, v 42 soutěžních zápasech vstřelil 16 branek a přidal dalších 8 asistencí a získal se Slavií druhý triumf v domácím poháru. Lingr byl po sezóně – vzhledem ke končící smlouvě – opakovaně tématem přestupových spekulací, zájem jevil Panathinaikos, k dohodě ale nedošlo. Předseda představenstva Slavie Jaroslav Tvrdík na předsezonní tiskové konferenci v létě 2023 uvedl, že Lingr má svolení odejít. Lingr si s vršovickým klubem dvakrát zahrál čtvrtfinále evropských pohárů. Havířovský rodák ve všech soutěžích v červenobílém dresu Slavie nastoupil do 138 zápasů, v nichž si připsal 40 gólů a 11 asistencí.

### Feyenoord
Na konci srpna 2023 odešel Lingr z pražské Slavie na roční hostování s opcí do nizozemského Feyenoordu. Dne 3. září v 85. minutě naskočil za Feyenoord do závěru svého prvního utkání v Utrechtu a hned asistencí přispěl k vysoké výhře 5:1. 16. září gólem přispěl k výhře 6:1 nad Heerenveenem. V průběhu sezóny pravidelně nastupoval pod trenérem Arne Slotem jako střídající hráč, do základní sestavy Feyenoordu se nedokázal prosadit. 29. února skóroval v semifinále nizozemského poháru proti Groningenu a podílel se tak na výhře 2:1. 21. dubna z lavičky sledoval výhru svého klubu nad Nijmegenem ve finále nizozemského poháru. V průběhu své první sezóny v zahraničí nastoupil Lingr do 27 soutěžních utkání, v nichž vstřelil 4 branky a přidal 1 asistenci. Po sezóně byla aktivována opce na trvalý přestup do nizozemského klubu.
V létě 2024 přišel do Feyenoordu nový trenér Brian Priske z pražské Sparty a Lingr doufal ve větší herní vytížení. 4. srpna nastoupil do závěru utkání nizozemského superpoháru proti PSV Eindhoven (výhra po penaltovém rozstřelu). V prvních třech ligových kolech ale zůstal Lingr vždy jen na lavičce náhradníků a požádal vedení klubu o přestup.

### Návrat do Slavie
Dne 3. září 2024 přestoupil Lingr zpátky do pražské Slavie. Kluby se domluvily na přestupní sumě 2,2 milionu eur (asi 55 milionů korun).

## Reprezentační kariéra

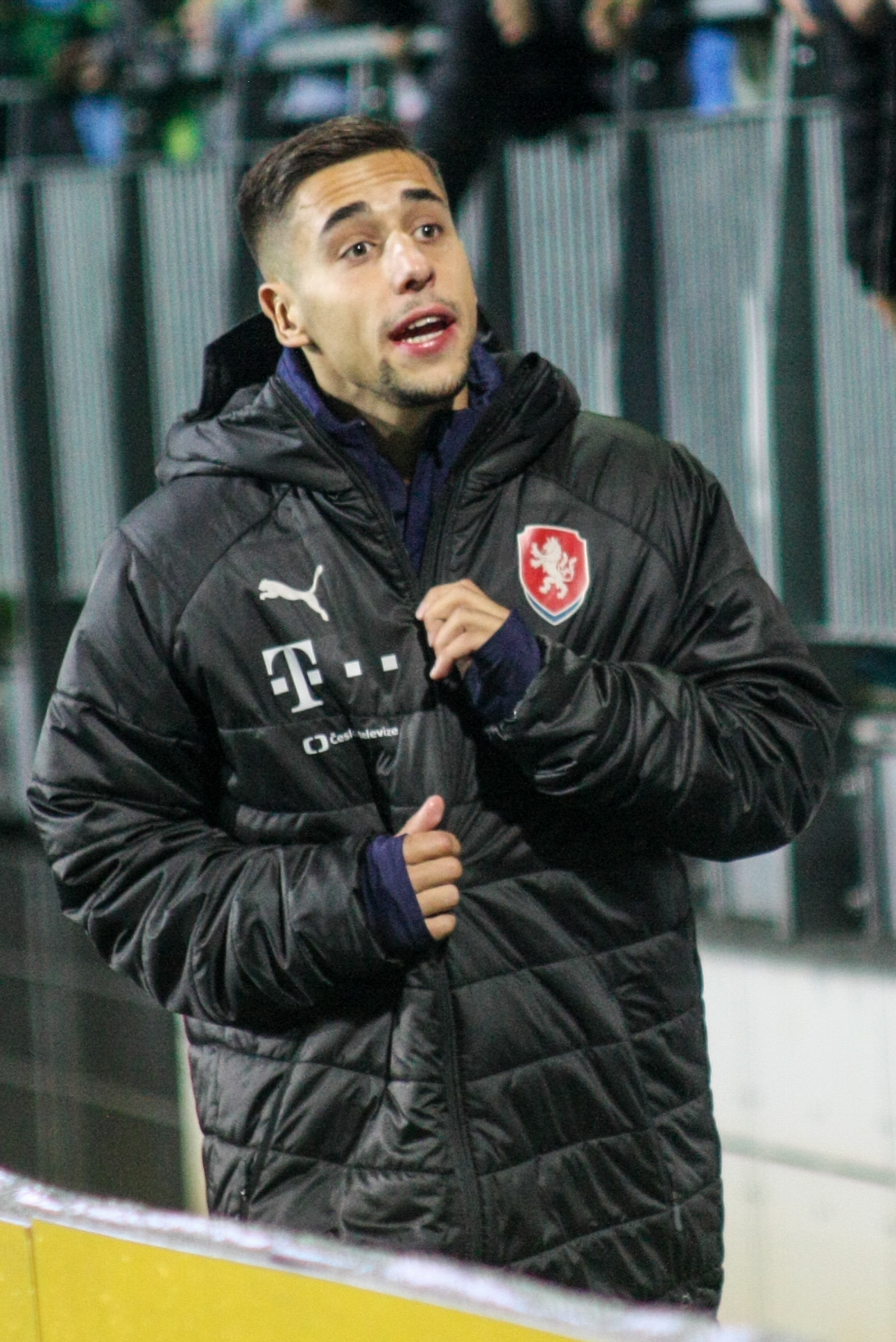
Ondřej Lingr (2019)

Ondřej Lingr nastupoval za českou reprezentaci v mládežnických týmech U16, U17, U18, U19, U20 a U21.
Za A-mužstvo české reprezentace nastoupil Lingr poprvé v zápase v kvalifikaci na MS ve fotbale 2022 proti švédské reprezentaci 22. března 2022, s níž české mužstvo prohrálo 0:1. Do utkání vkročil jako střídající hráč. V roce 2023 se Lingr stal stabilním členem reprezentačního výběru a pravidelně nastupoval v zápasech kvalifikace na mistrovství Evropy. 7. června 2024 vstřelil svůj první reprezentační gól, a to při výhře 7:1 nad Maltou.
V létě 2024 byl Lingr trenérem Ivanem Haškem nominován na závěrečný turnaj EURO 2024 do Německa. Na turnaji nastoupil do všech tří utkání českého týmu jako náhradník a 22. června asistencí na branku Patrika Schicka pomohl k remíze 1:1 proti Gruzii. Češi získali v základní skupině jen jeden bod a nepostoupili do vyřazovací fáze.